# 忻口站
忻口站是一个北同蒲线上的铁路车站，位于山西省忻州市高城乡，建于1935年，目前为四等站，邮政编码为034012。目前客运：办理旅客乘降；不办理行李、包裹托运；货运：办理整车货物发到。